# Mannings
Mannings är ett samhälle i Saint Kitts och Nevis. Det ligger i parishen Saint James Windward, i den sydöstra delen av landet, 25 km sydost om huvudstaden Basseterre. Mannings ligger 85 meter över havet och antalet invånare är 213.